# Cobaltlotharmeyerit
Cobaltlotharmeyerit ist ein sehr selten vorkommendes Mineral aus der Mineralklasse der „Phosphate, Arsenate und Vanadate“. Er kristallisiert im monoklinen Kristallsystem mit der chemischen Zusammensetzung Ca(Co,Fe,Ni)2(AsO4)2(OH,H2O)2 und ist damit chemisch gesehen ein wasserhaltiges Calcium-Cobalt-Eisen-Nickel-Arsenat mit einem variablen Anteil an zusätzlichen Hydroxidionen.
Cobaltlotharmeyerit entwickelt an seiner Typlokalität lattige Kristalle, die zu fächerförmigen Aggregaten verwachsen sind, sowie mikrokristalline Krusten. Beschrieben werden ferner Aggregate aus sehr kleinen (< 20 µm) Cobaltlotharmeyeritkristallen, die häufig gitterförmige Gerüste von 50–100 µm Dicke und einigen Zentimetern Länge bilden, welche aus senkrecht zueinander arrangierten Kriställchen bestehen und offensichtlich Pseudomorphosen nach Skutterudit und/oder Nickelskutterudit darstellen.
Die Typlokalität des Minerals sind Halden im 4,8 km südwestlich des Stadtzentrums von Schneeberg im sächsischen Erzgebirgskreis liegenden Bergbaubezirk „Am Roten Berg“, wo in früheren Zeiten Hämatiterz abgebaut worden ist.

## Etymologie und Geschichte

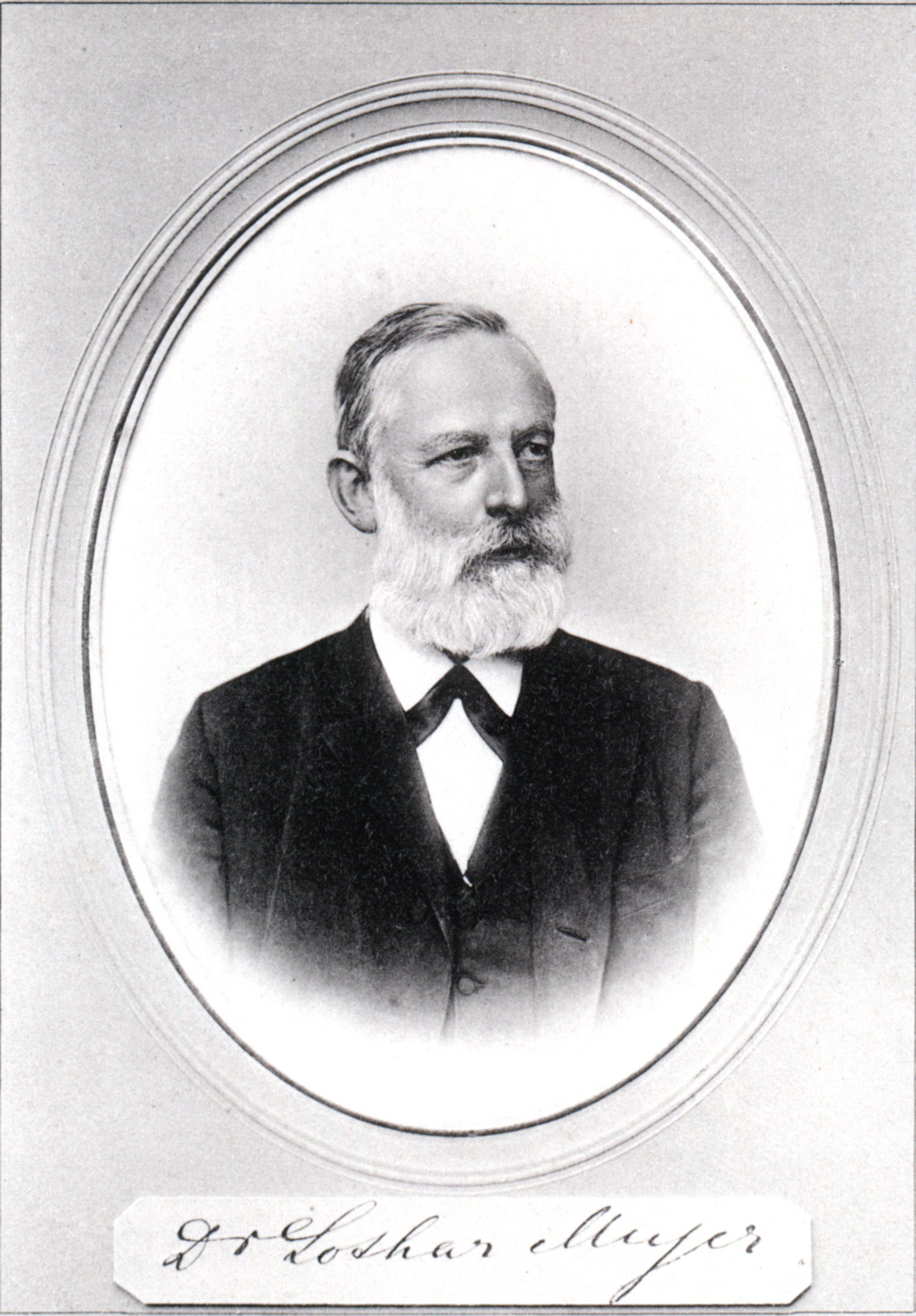
Julius Lothar von Meyer – Namenspatron für Lotharmeyerit und den verwandten Cobaltlotharmeyerit

In der zweiten Hälfte der 1990er Jahre wurden auf dem Gebiet der alten Eisensteingrube am Roten Berg in Schneeberg mehrere Vertreter der Tsumcoritgruppe entdeckt, deren Unterscheidung nach äußeren Kennzeichen praktisch unmöglich war. Röntgendiffraktometrische Untersuchungen lieferten nahezu identische Diagramme und die EDX-Analysen ließen nur teilweise eindeutige Aussagen zu. Zuverlässige Zuordnungen sind in den meisten Fällen nur über Mikrosondenanalysen im wellenlängendispersiven Modus möglich.
Infolgedessen bedurfte es umfangreicher Untersuchungen, ehe der International Mineralogical Association (IMA) eine neue Mineralphase vorgelegt werden konnte, welche diese im Jahre 1997 anerkannte. Im Jahre 1999 wurde das Mineral von einem internationalen Wissenschaftlerteam um den deutschen Chemiker Werner Krause sowie Herta Effenberger, Heinz-Jürgen Bernhardt und Mirko Martin im deutschen Wissenschaftsmagazin „Neues Jahrbuch für Mineralogie, Monatshefte“ als Cobaltlotharmeyerit beschrieben. Die Autoren benannten das Mineral aufgrund seiner Verwandtschaft mit Lotharmeyerit und der Dominanz von Cobalt auf der Me(2)-Position.
Das Typmaterial für Cobaltlotharmeyerit wird unter den Katalognummern 79273 (Holotyp) und 79274 (Cotyp) am Standort „c 7,5“ in der Mineralogischen Sammlung der Technischen Universität Bergakademie Freiberg in Freiberg in Deutschland aufbewahrt.

## Klassifikation
In der veralteten 8. Auflage der Mineralsystematik nach Strunz war der Cobaltlotharmeyerit noch nicht aufgeführt.
In der zuletzt 2018 überarbeiteten Lapis-Systematik nach Stefan Weiß, die formal auf der alten Systematik von Karl Hugo Strunz in der 8. Auflage basiert, erhielt das Mineral die System- und Mineralnummer VII/C.31-010. Dies entspricht der Klasse der „Phosphate, Arsenate und Vanadate“ und dort der Abteilung „Wasserhaltige Phosphate, ohne fremde Anionen“, wo Cobaltlotharmeyerit zusammen mit Cabalzarit, Cobalttsumcorit, Ferrilotharmeyerit, Gartrellit, Helmutwinklerit, Krettnichit, Lotharmeyerit, Lukrahnit, Manganlotharmeyerit, Mawbyit, Mounanait, Nickellotharmeyerit, Nickelschneebergit, Nickeltsumcorit, Phosphogartrellit, Rappoldit, Schneebergit, Thometzekit, Tsumcorit, Yancowinnait und Zinkgartrellit die „Tsumcorit-Gartrellit-Gruppe“ mit der Systemnummer VII/C.31 bildet.
Die von der International Mineralogical Association (IMA) zuletzt 2009 aktualisierte 9. Auflage der Strunz’schen Mineralsystematik ordnet den Cobaltlotharmeyerit in die Klasse der „Phosphate, Arsenate und Vanadate“ und dort in die Abteilung „Phosphate usw. ohne zusätzliche Anionen; mit H2O“ ein. Hier ist das Mineral in der Unterabteilung „Mit großen und mittelgroßen Kationen; RO4 : H2O = 1 : 1“ zu finden, wo es zusammen mit Cabalzarit, Cobalttsumcorit, Ferrilotharmeyerit, Krettnichit, Lotharmeyerit, Manganlotharmeyerit, Mawbyit, Mounanait, Nickellotharmeyerit, Nickelschneebergit, Schneebergit, Thometzekit und Tsumcorit die „Tsumcoritgruppe“ mit der Systemnummer 8.CG.15 bildet.
Die Tsumcoritgruppe enthält Minerale der allgemeinen Formel Me(1)Me(2)2(XO4)2(OH,H2O)2, in der Me(1), Me(2) und X unterschiedliche Positionen in der Struktur mit Me(1) = Pb2+, Ca2+, Na+, K+ und Bi3+; Me(2) = Fe3+, Mn3+, Cu2+, Zn2+, Co2+, Ni2+, Mg2+ und Al3+ und X = As5+, P5+, V5+ und S6+ repräsentieren. Cobaltlotharmeyerit bildet zusammen mit Lotharmeyerit (Me(2) = Zn), Cabalzarit (Mg), Ferrilotharmeyerit (Fe3+), Manganlotharmeyerit (Mn) und Nickellotharmeyerit (Ni) die „Lotharmeyerit-Untergruppe“.
In der vorwiegend im englischen Sprachraum gebräuchlichen Systematik der Minerale nach Dana hat Cobaltlotharmeyerit die System- und Mineralnummer 37.01.06.03. Das entspricht der Klasse der „Phosphate, Arsenate und Vanadate“ und dort der Abteilung „Phosphatminerale“. Hier findet er sich innerhalb der Unterabteilung „Wasserfreie saure Phosphate etc., mit verschiedenen Formeln“ in der Gruppe „Lotharmeyerit-Reihe“, in der auch Lotharmeyerit, Ferrilotharmeyerit und Nickellotharmeyerit eingeordnet sind.

## Chemismus
Sechzehn Mikrosondenanalysen an Cobaltlotharmeyerit ergaben Mittelwerte von 12,18 % CaO; 5,76 % NiO; 15,70 % CoO; 11,53 % Fe2O3; 49,36 % As2O5 und 6,39 % H2O (berechnet) sowie kleinere Mengen (< 0,05 Gew.-%) an CuO, PbO, Bi2O3 und SO3. Auf der Basis von zehn Sauerstoffatomen errechnete sich aus ihnen die empirische Formel Ca1,01(Co0,97Fe3+0,67Ni0,36)Σ=2,00(AsO4)2,00·[(OH)0,69(H2O)1,31]Σ=2,00, welche zu Ca(Co,Fe3+,Ni)(AsO4)2(OH,H2O)2 idealisiert wurde. In den Kristallen ist eine Mischkristallbildung unter Einbeziehung von Co, Fe3+ und Ni weit verbreitet. Das Fe/Ni-Verhältnis im Cobaltlotharmeyerit ist zumeist > 1, jedoch wurden auch Kristalle mit Fe/Ni < 1 gefunden. Der Ladungsausgleich wird durch heterovalente Austauschmechanismen mit einer gekoppelten Substitution unter Einbeziehung von OH/H2O-Gruppen gemäß dem folgenden Schema erreicht: [(Co,Ni)2+(H2O)]2+  ↔ [Fe3+(OH)−]2+.
Von besonderem Interesse ist die Substitution von Ca durch Bi3+, wobei die höchsten gemessenen Gehalte 19 Gew.-% Bi2O3 betragen. Cobaltlotharmeyerit war der erste Vertreter der Tsumcoritgruppe mit einem dreiwertigen Kation auf der Me(1)-Position. Zwei Austauschmechanismen, die zwei- und dreiwertige Kationen auf der Me(1)-Position einbeziehen, führen zum Ladungsausgleich: [Ca2+(H2O)0]2+  ↔ [Bi3+(OH)−]2+ und [Ca2+Me(2)3+]5+  ↔ [Bi3+Me(2)2+]5+. Der zweite Mechanismus wird durch chemische Analysen unterstützt, da Bi-haltige Vertreter offensichtlich weniger Fe3+ enthalten als Bi-freie Proben. Dieses kompensiert die erhöhte Ladung auf der Me(1)-Position und resultiert in einem mehr oder weniger unbeeinflussten OH/H2O-Verhältnis. Das Bi-Endglied Schneebergit mit der Formel Bi(Co,Ni)(AsO4)2(OH,H2O)2 ist deshalb eisenfrei.
Cobaltlotharmeyerit stellt das Co-dominante Analogon zum Zn-dominierten Lotharmeyerit dar. Er ist auch das entsprechende Analogon zum Mg-dominierten Cabalzarit, zum Fe3+-dominiertem Ferrilotharmeyerit, zum Mn3+-dominierten Manganlotharmeyerit und zum Ni-dominierten Nickellotharmeyerit. Cobaltlotharmeyerit ist ferner auch das Ca-dominierte Analogon zum Bi-dominierten Schneebergit, mit dem er eine vollständige Mischkristallreihe bildet.

## Kristallstruktur
Cobaltlotharmeyerit kristallisiert im monoklinen Kristallsystem in der Raumgruppe C2/m (Raumgruppen-Nr. 12) mit den Gitterparametern a = 9,024 Å; b = 6,230 Å; c = 7,421 Å und β = 115,15° sowie zwei Formeleinheiten pro Elementarzelle.
Die Kristallstruktur des Cobaltlotharmeyerits ist identisch mit der Struktur der anderen Vertreter der Tsumcoritgruppe. Die Me(2)Φ6-Oktaeder (Φ: O2−, OH−, H2O) besitzen gemeinsame Kanten und sind zu in Richtung der b-Achse [010] gestreckten Ketten angeordnet. Diese Ketten sind durch gemeinsame Ecken mit AsO4-Tetraedern miteinander verknüpft und bilden dadurch Schichten mit der Zusammensetzung Me(2)(AsO4)(OH,H2O), die parallel (001) angeordnet sind. Die Topologie dieser Schicht ist identisch mit der im Natrochalcit, NaCu2(SO4)2(H3O2). Die Ca2+-Kationen befinden sich zwischen den Schichten und sorgen für die Verbindung zwischen den Schichten in Richtung der a-Achse [100].
Cobaltlotharmeyerit ist isotyp (isostrukturell) zu den monoklinen Vertretern der Tsumcoritgruppe wie Tsumcorit und Natrochalcit und den anderen, oben genannten Vertretern der Lotharmeyerit-Untergruppe.

## Eigenschaften

### Morphologie
Cobaltlotharmeyerit entwickelt im Material aus dem Grubenrevier „Am Roten Berg“ dünntafelig-spießförmige, nach der b-Achse [010] gestreckte Kristalle mit Größen < 1 mm, die zu millimetergroßen, fächerförmigen bis radial aufgebauten Aggregaten zusammentreten. Sie bilden häufig gitterförmige Gerüste aus senkrecht zueinander arrangierten Kriställchen. Diese Gerüste weisen Dimensionen von 50–100 µm Dicke und einigen Zentimetern Länge auf und bestehen offensichtlich aus Pseudomorphosen nach Skutterudit- und/oder Nickelskutterudit-Skelettkristallen. Auch federförmig aggregierte Skelettkristalle von gediegen Wismut werden durch Cobaltlotharmeyerit pseudomorphosiert. An den Kristallen lassen sich die Flächenformen
{101} und {102} identifizieren. Die terminierenden Flächen im spießförmigen Endflächenbereich der Kristalle gehören wahrscheinlich zur Form {111}.
Anfang der 1990er Jahre auf dem „Gang 2“ in Bou Azzer, Marokko, gefundene Cobaltlotharmeyerit-Kristalle bilden freistehende, nach [010] gestreckte Kristalle, die zu büscheligen, spindelförmigen oder lanzettartigen, mitunter auch rosettenförmigen Aggregaten von ca. 0,1 mm Größe zusammentreten. Rechteckig erscheinende Plättchen bilden ferner kugelige Aggregate von maximal 1 mm Durchmesser. Im April/Mai 2002 auf demselben Gang geborgene Kristalle stellen die weltbesten Vertreter dieser Mineralart dar und treten in Form von leicht konvexen Blättchen auf, die entweder freistehende Kristalle oder Aggregate bis zu 3 mm Durchmesser bilden. Aus dem „Tagebau Aghbar“ im Revier Bou Azzer wurden igelförmige und blätterige Aggregate bis zu 0,5 mm bekannt.

### Physikalische und chemische Eigenschaften
Die Kristalle des Cobaltlotharmeyerits sind braun, sie können aber nach anderen Angaben in Abhängigkeit von Kristallgröße und der Besetzung der Me(2)-Position alle Brauntöne (hellbraun, rotbraun, braunorangefarben, dunkel braunrot) annehmen. Ihre Strichfarbe ist dagegen immer hellbraun. Die Oberflächen der durchsichtigen Kristalle weisen einen glasartigen Glanz auf, was gut mit den Werten für die Lichtbrechung übereinstimmt. An den Kristallen des Coballotharmeyerits wurden hohe Werte für die Lichtbrechung (nα = 1,78; nβ = 1,79 nγ = 1,85) und ein sehr hoher Wert für die Doppelbrechung (δ = 0,070) identifiziert. Unter dem Mikroskop zeigt das Mineral im durchfallenden Licht einen starken Pleochroismus von X = gelb über Y = braun nach Z = blassgelb.
Cobaltlotharmeyerit besitzt keine Spaltbarkeit, Angaben zu Bruch und Tenazität fehlen. Mit einer Mohshärte von 4,5 gehört das Mineral zu den mittelharten Mineralen, steht damit zwischen den Referenzmineralen Fluorit (Härte 4) und Apatit (Härte 5) und lässt sich wie diese mehr (Fluorit) oder weniger (Apatit) leicht mit dem Taschenmesser ritzen. Die berechnete Dichte für Cobaltlotharmeyerit beträgt 4,13 g/cm³. Das Mineral fluoresziert weder im lang- oder im kurzwelligen UV-Licht.
Cobaltlotharmeyerit ist nur langsam in warmer, verdünnter Salzsäure, HCl, ohne Aufbrausen löslich.

## Bildung und Fundorte
Cobaltlotharmeyerit ist ein typisches Sekundärmineral, welches sich wie die meisten Vertreter der Tsumcoritgruppe in der Oxidationszone von arsenreichen polymetallischen Buntmetall-Lagerstätten bildet. Zersetzter Anhydrit lieferte das zur Mineralbildung nötige Calcium, Bismut stammt aus der Verwitterung von gediegenem Wismut, Co, Fe3+ und Ni wurden bei der Auflösung von Mineralen der Skutterudit-Nickelskutterudit-Mischkristallreihe bereitgestellt.
Die Typlokalität des Cobaltlotharmeyerits ist das Grubenrevier „Am Roten Berg“ bei Schneeberg, Erzgebirge, Sachsen, Deutschland. Parageneseminerale sind gelber Bariopharmakosiderit, Arseniosiderit, Olivenit, Zeunerit, Co-haltiger Mawbyit, Tsumcorit, Cobalttsumcorit, Rooseveltit, Waylandit, Skorodit und Quarz.
Als sehr seltene Mineralbildung konnte Cobaltlotharmeyerit bisher (Stand 2018) erst von zehn Fundstellen an zwei Orten beschrieben werden. Neben der Typlokalität des Grubenfeldes „Am Roten Berg“ sind dies die Gruben „St. Daniel“, „Rappold“, „Güldener Falk“ und „Sauschwart“, alle in Schneeberg-Neustädtel, sowie der „Pucherschacht“ im Schneeberger Grubenfeld „Wolfgang Maaßen“. Am „Pucherschacht“ wird Cobaltlotharmeyerit von Ferrilotharmeyerit und Nickellotharmeyerit begleitet, in der Grube „Daniel“ u. a. von Roselith, in der Grube „Rappold“ u. a. von Cobalttsumcorit.
Der zweite Fundort ist das Bergbaurevier von Bou Azzer bei Taznakht (Tazenakht), Provinz Ouarzazate in der Region Drâa-Tafilalet im Süden Marokkos. Zuerst fand sich Cobaltlotharmeyerit hier im „Gang 2“ bei Bou Azzer, wo er von Roselith, „Roselith-beta“, Sphärocobaltit, Dolomit, Cobaltaustinit und Pikropharmakolith sowie Calcit und Quarz begleitet wird. Ferner in der „Aghbar Mine“ und im Tagebau Aghbar, hier zusammen mit blassrosa Dolomit, dunkelgrünem Cobaltaustinit und cobalthaltigem Talmessit sowie mit Erythrin, Wendwilsonit und Mansfieldit. Schließlich auch aus dem „Gang No. 52“ in Aït Ahmane – hier als manganhaltige Varietät zusammen mit Talmessit.
Vorkommen von Cobaltlotharmeyerit in Österreich oder in der Schweiz sind damit nicht bekannt.

## Verwendung
Aufgrund seiner Seltenheit ist Cobaltlotharmeyerit nur für den Mineralsammler interessant.